# Антюхов, Андрей Викторович
Андре́й Ви́кторович Антюхо́в (род. 7 июня 1963, Брянск) — доктор филологических наук, профессор кафедры русской и зарубежной литературы Брянского государственного университета.  Член Петровской (Санкт-Петербургской) академии наук. С 2004 и по настоящее время является ректором Брянского государственного университета имени академика И. Г. Петровского. Председатель Общественной палаты Брянской области. Член Общественного Совета Центрального Федерального округа. Член Общественной палаты Центрального федерального округа.

## Биография
Родился 7 июня 1963 года в г. Брянске. В 1985 году окончил факультет русского языка и литературы Брянского государственного педагогического института. Имеет высшее педагогическое, юридическое и экономическое образования.
С 1984 по 1989 год А. В. Антюхов работал на различных выборных должностях в студенческих и молодёжных организациях г. Брянска.
С марта 1989 года трудовая деятельность А. В. Антюхова связана с Брянским государственным университетом, где он прошел трудовой путь от ассистента до профессора кафедры русской и зарубежной литературы. Дважды на альтернативной основе избирался деканом факультета русского языка и литературы.
Выпускник аспирантуры Московского педагогического государственного университета по специальности 10.01.01 — русская литература. В 1996 году защитил кандидатскую («Русская автобиографическая проза второй половины XVIII — начала XIX веков : Традиции и новаторство, поэтика»), а в 2003 г. докторскую («Русская мемуарно-автобиографическая литература XVIII в.: генезис, жанрово-видовое многообразие, поэтика») диссертации.
С января 2004 года — первый проректор по учебной pa6oте, с апреля — исполняющий обязанности ректора, с июня того же года по настоящее время — ректор Брянского государственного университета. Четырежды (2004, 2009, 2014, 2019 г.г.) на конференции работников и обучающихся тайным голосованием на альтернативной основе избирался ректором БГУ имени академика И. Г. Петровского.
А. В. Антюхов — депутат Брянской областной Думы седьмого созыва, заместитель председателя комитета по образованию, науке, культуре и СМИ (2019 г.), член Российского союза ректоров, председатель Совета ректоров вузов Брянской области. В 2012 году был избран в Общественную палату Центрального федерального округа.
В 2013 году награждён орденом Дружбы. Также награждён медалью Минобрнауки России «За вклад в реализацию государственной политики в области образования», медалью Всероссийского педагогического собрания «Народное признание педагогического труда», почетными грамотами Министерства образования и науки РФ, Федерального Собрания РФ, благодарностями Полномочного представителя Президента в ЦФО, Центральной избирательной комиссии РФ, Общественной Палаты РФ, почетными грамотами Губернатора Брянской области, Брянской областной Думы.

## Научная деятельность
Специалист в области русской литературы XVIII века. Автор более 150 научных и учебно-методических работ, в том числе 7 монографий, опубликованных в ведущих научных изданиях и журналах. Под научным руководством А. В. Антюхова успешно защищены 6 диссертаций на соискание ученой степени кандидата филологических наук, кандидата педагогических наук. Является членом авторского коллектива словаря-справочника по русской литературе XVIII века.